# Anita Görbicz

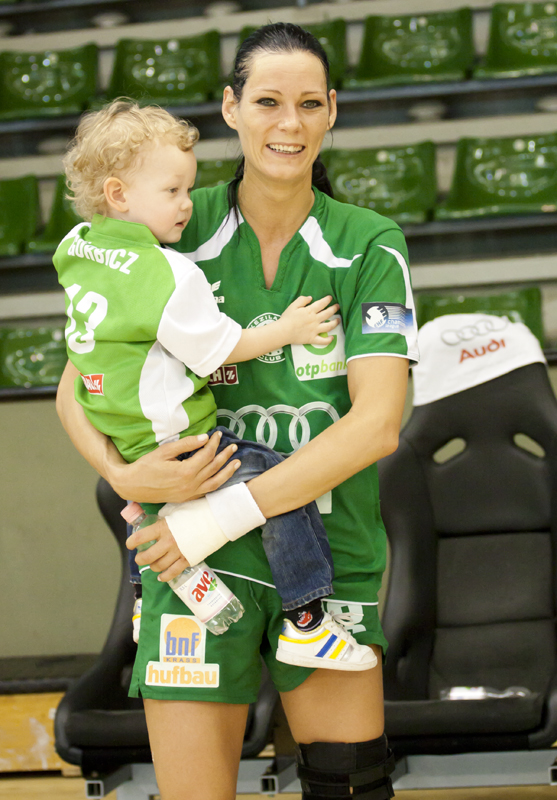
Anita Görbicz, 2011.

Anita Görbicz, född 13 maj 1983 i Veszprém, är en ungersk tidigare handbollsspelare (mittnia/vänstersexa). Hon utsågs av IHF till Årets bästa handbollsspelare i världen 2005. Hon spelade 233 landskamper och gjorde 1 111 mål för Ungerns landslag från 2002 till 2017. Hon är den spelare i Ungern som har gjort flest landslagsmål. Hon har vunnit EHF Champions League fem gånger.

## Klubblagskarriär
Anita Görbicz började sin karriär i den ungerska klubben Győri ETO KC 1993, 10 år gammal. Görbicz representerade Győri ETO KC under hela sin karriär.  Hon debuterade i seniorlaget 1998, som 15-åring, och spelade där till sin sista match den 4 juni 2021. Hon blev en nyckelspelare i laget. Totalt spelade hon 750 matcher och gjorde 3 797 mål under 24 säsonger. Klubben har pensionerat Görbiczs tröjnummer 13 till hennes ära. Med ETO har Görbicz vunnit ungerska mästerskapet och cupen flera gånger. På europeisk nivå har hon nått final i Cupvinnarcupen i handboll och EHF-cupen.
Győri ETO nådde slutskedet av Champions League för första gången 2009. På grund av en knäskada några dagar före matcherna missade Görbicz finalen där Győr-laget förlorade mot danska mästaren Viborg HK.  Hon var tvåa i turneringens skytteliga. Hon gjorde sitt 2000:e mål i ungerska mästerskapet i januari 2018. Görbicz hade målrekordet i EHF Champions Leugue med 1016 mål till januari 2022.

## Landslagskarriär
I ungdomslandslaget vann Görbicz  en silvermedalj 2001. Hon debuterade sedan 2002 i A-landslaget.
Görbicz deltog i VM 2003 där Ungern förlorade finalen mot Frankrike. Hon fick en bronsmedalj vid EM 2004. I Ryssland 2005 vann hon åter brons med Ungern. 2012 vann hon brons i EM i Serbien.
Anita Görbicz har varit medlem i VM:s  All-Star Team tre gånger i rad: 2003, 2005 och 2007.  Hon var också trea bland turneringens bästa målskyttar 2005 och tvåa 2007.
Hon var en del av det ungerska laget vid olympiska sommarspelen 2004 i Aten och återigen vid olympiska sommarspelen 2008 i Peking. 2004 placerade sig det ungerska laget på femte plats, efter att ha förlorat mot Frankrike i kvartsfinalen och slagit Brasilien och Spanien i placeringsmatcherna. Vid OS 2008 placerade sig Ungern på fjärde plats, efter att ha slagit Rumänien i kvartsfinalen och kvalificerat sig för semifinal, Ungern förlorade mot Ryssland i semin och förlorade mot Sydkorea i bronsmatchen. Görbicz gjorde 49 mål vid OS 2008, näst bäst efter Rumäniens Ramona Maier.
Hon slutade i landslaget den 10 december 2017 efter att Ungern misslyckats med att kvalificera sig till kvartsfinalen i världsmästerskapet i handboll för kvinnor 2017.

## Meriter med klubblag
- Champions League-mästare fem gånger: 2013, 2014, 2017, 2018 och 2019
- Ungersk mästare 13 gånger: 2005, 2006, 2008, 2009, 2010, 2011, 2012, 2013, 2014, 2016, 2017, 2018 och 2019

## Individuella utmärkelser
- Årets bästa handbollsspelare i världen (IHF): 2005

- Årets ungerska handbollsspelare 2005, 2006, 2007, 2013, 2014, 2017
- All-Star mittnia i världsmästerskapet: 2003, 2005, 2007, 2013
- EHF Champions League Skyttekung: 2012
- All Star-Team i EHF Champions League: 2014